# Aerva javanica
Aerva javanica är en amarantväxtart som först beskrevs av Nicolaas Laurens Nicolaus Laurent Burman, och fick sitt nu gällande namn av Spreng.. Aerva javanica ingår i släktet Aerva och familjen amarantväxter. Inga underarter finns listade i Catalogue of Life.

## Bildgalleri

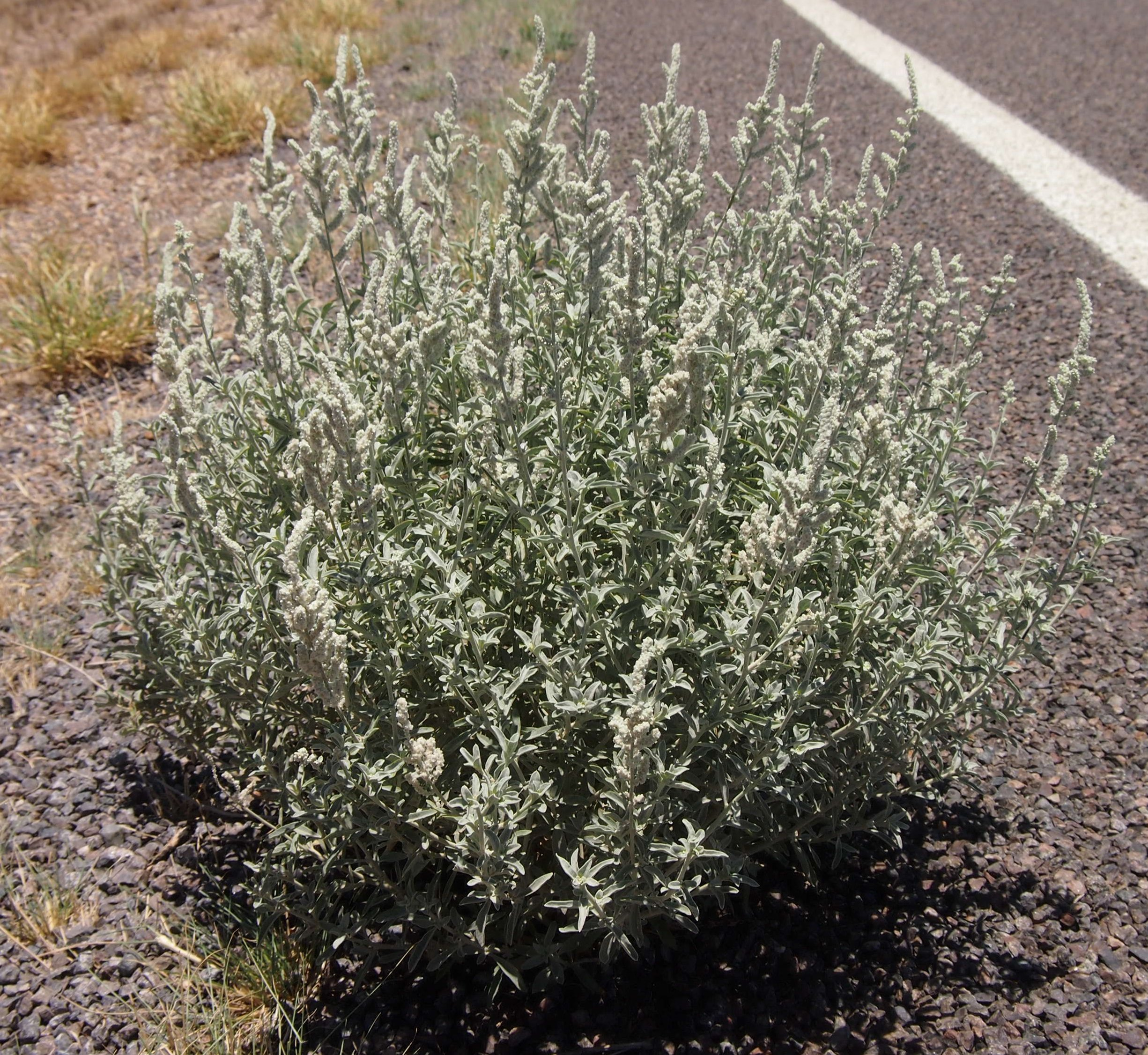